# Turnaj LIHG 1912
Hokejový turnaj v Bruselu se konal od 20. do 24. března 1912. Turnaje se zúčastnilo pět mužstev, která se utkala jednokolově systémem každý s každým.

## Výsledky a tabulka
|    |                  | GER  | GBR  | BEL | FRA  | SUI  | V | R | P | Skóre | B |
| 1. | Německo          | ***  | 9:8  | 8:4 | 3:0  | 11:3 | 4 | 0 | 0 | 31:15 | 8 |
| 2. | Oxford Canadiens | 8:9  | ***  | 5:5 | 17:1 | 7:3  | 2 | 1 | 1 | 37:18 | 5 |
| 3. | Belgie           | 4:8  | 5:5  | *** | 5:3  | 6:1  | 2 | 1 | 1 | 20:17 | 5 |
| 4. | Francie          | 0:3  | 1:17 | 3:5 | ***  | 8:1  | 1 | 0 | 3 | 12:26 | 2 |
| 5. | Švýcarsko        | 3:11 | 3:7  | 1:6 | 1:8  | ***  | 0 | 0 | 4 | 8:32  | 0 |

 Oxford Canadiens –  Švýcarsko 7:3 (4:0,3:3)
20. března 1912 – Brusel
 Belgie –  Švýcarsko 6:1 (1:0,5:1)
21. března 1912 – Brusel
 Německo –  Oxford Canadiens 9:8 (4:5,5:3)
21. března 1912 – Brusel
 Belgie –  Německo 4:8 (3:3,1:5)
22. března 1912 – Brusel
 Oxford Canadiens –  Francie 17:1 (5:0,12:1)
22. března 1912 – Brusel
 Německo –  Švýcarsko 11:3 (5:1,6:2)
23. března 1912 – Brusel
 Belgie –  Oxford Canadiens 5:5 (1:1,4:4)
23. března 1912 – Brusel
 Německo –  Francie 3:0 (0:0,3:0)
23. března 1912 – Brusel
 Francie –  Švýcarsko 8:1 (5:0,3:1)
24. března 1912 – Brusel
 Belgie –  Francie 5:3 (1:1,4:2)
24. března 1912 – Brusel